# Nikolai (Alaska)
Nikolai è una centro abitato degli Stati Uniti d'America, nello stato dell'Alaska, nella Census Area di Yukon-Koyukuk. Al censimento del 2000 contava circa 100 abitanti.
Nikolai possiede un aeroporto.